# Långtjärnen (Älvros socken, Härjedalen, 688287-144404)
Långtjärnen är en sjö i Härjedalens kommun i Härjedalen och ingår i Ljusnans huvudavrinningsområde. Sjön har en area på 0,081 kvadratkilometer och ligger 371,2 meter över havet.

## Delavrinningsområde
Långtjärnen ingår i det delavrinningsområde (688558-144435) som SMHI kallar för Mynnar i Ljusnans vattendragsyta. Medelhöjden är 452 meter över havet och ytan är 31,79 kvadratkilometer. Det finns inga avrinningsområden uppströms utan avrinningsområdet är högsta punkten. Lill-Märan som avvattnar avrinningsområdet har biflödesordning 2, vilket innebär att vattnet flödar genom totalt 2 vattendrag innan det når havet efter 217 kilometer. Avrinningsområdet består mestadels av skog (82 procent) och sankmarker (12 procent). Avrinningsområdet har 0,08 kvadratkilometer vattenytor vilket ger det en sjöprocent på 0,3 procent.